# خوان دي أوجارت
خوان دي أوجارت (بالإسبانية: Juan de Ugarte)‏ هو مبشر إسباني، ولد في 1662 في تيغوسيغالبا في هندوراس، وتوفي في 1730.